# Google Wallet (2011–2018)
Google Wallet foi um sistema de pagamento móvel desenvolvido pela Google que permite aos seus usuários armazenar cartões de crédito, cartões de fidelização, entre outras coisas. A Google demonstrou o aplicativo em uma coletiva de imprensa no dia 26 de maio de 2011.
A partir de 8 de janeiro de 2018, o Android Pay e o Google Wallet se uniram em um único sistema de pagamento chamado Google Pay.

## Ação judicial contra a Google
Um dia após o lançamento do aplicativo, PayPal e eBay entraram com uma ação judicial contra a Google, alegando que dois de seus ex-diretores forneceram informações para a gigante da web no desenvolvimento do aplicativo.
Um dos acusados, Osama Bedier, trabalhou na PayPal durante 9 anos e transferiu-se para a Google em janeiro de 2011. Sua última função na PayPal foi negociar junto à Google um serviço para compra de aplicativos no Google Play.